# John Lingman
John (Jonas Henrik) Lingman, född 19 november 1901 i Bollnäs, död 5 oktober 1962 i Gävle, var en svensk politiker (s) och ämbetsman. 

## Biografi
Lingman blev verkstadsarbetare vid Statens Järnvägar i Bollnäs 1918, var ordförande i Gävleborgs läns SSU-distrikt 1928–31, i Arbetarnas bildningsförbunds lokalavdelning 1928–30, i Bollnäs arbetarkommun 1935, ombudsman i Svenska järnvägsmannaförbundet 1936 (förste förbundsordförande 1946–47), i statstjänarkartellen 1945, ledamot i LO:s sekretariat 1946, av allmänna lönenämnden 1945–47 samt generaldirektör och chef för avtalsnämnden 1947–50. Han var konsultativt statsråd 4 januari–1 juli 1950, statsråd och chef för civildepartementet 1 juli 1950–28 november 1954 och landshövding i Gävleborgs län 1954–62. Han var ordförande i kommissionen för förhandlingar rörande Karolinska sjukhusets utbyggande från 1955.